# 미켈리

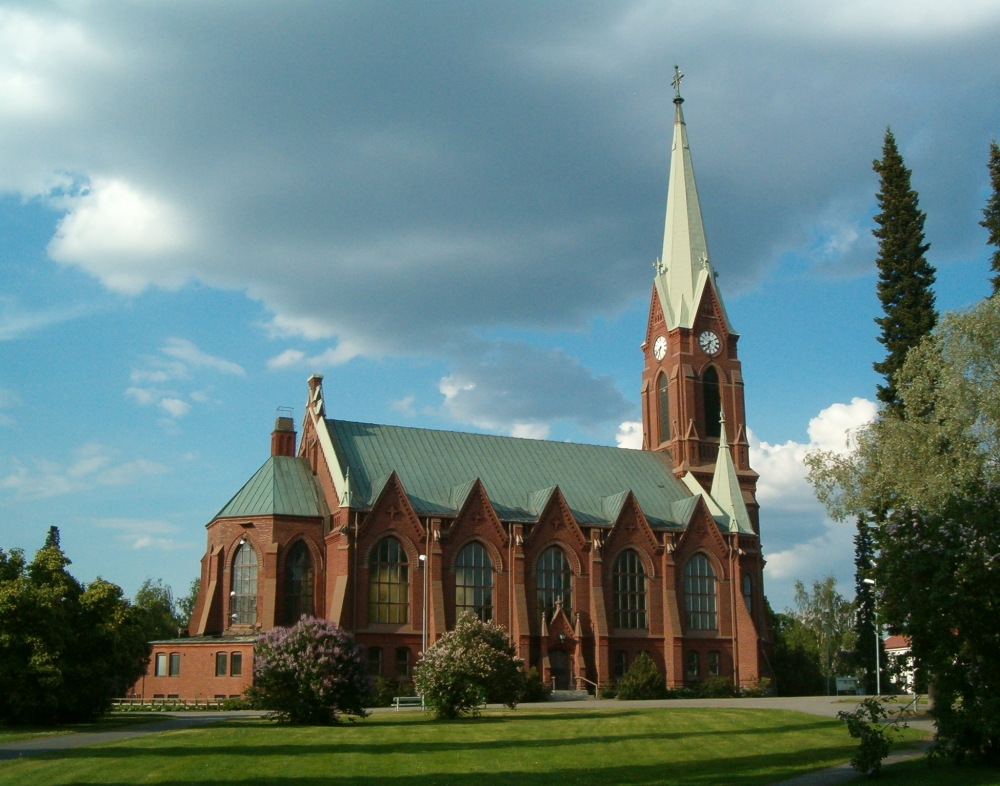
미켈리 성당

미켈리(핀란드어: Mikkeli, 스웨덴어: S:t Michel [saŋkt 'mikːel] 상크트미켈[*])는 핀란드 남부에 위치한 도시로, 남사보 지역의 중심 도시이며 면적은 2,124.60km2, 인구는 48,952명(2012년 기준), 인구 밀도는 28.8명/km2이다.
1323년 뇌테보리 조약에 따라 사빌라흐티(Savilahti) 교구가 노브고로드 공화국에서 스웨덴으로 넘어갔다. 1789년 6월 13일 구스타프 3세가 이끄는 스웨덴 군대가 미켈리 남쪽에서 러시아 군대와 교전을 벌였다. 1838년 시로 승격되었으며 제2차 세계 대전 당시 핀란드군 본부가 있던 곳이다.

시 문장

## 자매 도시
- 헝가리 베케슈처버
- 러시아 루가
- 러시아 올로네츠
- 러시아 상트페테르부르크
- 노르웨이 몰데